# Кампос Алум, Антонио
Антонио Кампос Алум (исп. Antonio Campos Alum; 16 июля 1919, Парагуари — 14 февраля 2012, Фернандо-де-ла-Мора) — парагвайский полицейский и ультраправый политик, директор службы политического сыска DNAT при правлении Альфредо Стресснера. Один из руководителей карательного аппарата, организатор политических репрессий стронистского режима. Главный представитель парагвайских спецслужб в Операции «Кондор». Руководитель Комиссии антикоммунистических гражданских организаций CECA, активист ВАКЛ. Оставался на госслужбе в течение нескольких лет после падения режима.

## Из адвокатуры в спецслужбу
Родом из сельскохозяйственного департамента Парагуари, консервативного крестьянского региона. Получил юридическое образование в Асунсьоне, работал адвокатом. Состоял в партии Колорадо. Интересовался эзотерическими учениями, был склонен к соответствующим практикам.
Идейно-политически Антонио Кампос Алум придерживался жёстких праворадикальных взглядов, был убеждённым националистом и крайним антикоммунистом. В 1954 он решительно поддержал приход к власти Альфредо Стресснера. Являлся активным сторонником стронистского режима. Служил в МВД в должности генерального секретаря министерства.
В 1956 президент Стресснер учредил в системе МВД особую службу тайной полиции — Национальный директорат по техническим вопросам (DNAT). В формировании DNAT участвовал специально командированный из США Роберт Тьерри, эксперт-инструктор Пентагона, ветеран Корейской войны. При отборе сотрудников подполковник Тьерри обратил особое внимание на адвоката Кампоса Алума. В 1957 Кампос Алум прошёл стажировку в США. По возвращении в Парагвай, он получил от Стресснера поручение возглавить DNAT. Эту должность Антонио Кампос Алум занимал 35 лет — на протяжении всей истории ведомства.

## Функционер стронистского режима

### В карательном органе
На посту директора DNAT Антонио Кампос Алум занимался прежде всего подавлением коммунистического подполья и повстанчества. Конец 1950-х был отмечен в Парагвае жёстким военно-политическим противостоянием. Социалисты-фебреристы, коммунисты ПКП и левые либералы пытались вооружённым путём свергнуть правительство Стресснера.
Подавление вооружённой оппозиции возглавил министр внутренних дел Эдгар Исфран, в то время фанатичный стронист. Антонио Кампос Алум принадлежал к ближайшим сотрудникам Инсфрана. DNAT сыграл важную роль в подавлении антиправительственных движений. В 1966 Инсфран был отправлен в отставку, но это не отразилось ни на положении DNAT, ни на статусе Кампоса Алума — он стал одним из заместителей нового главы МВД Сабино Монтанаро.
Кампос Алум сформировал эффективную сеть информаторов и оперативных групп. Штаб-квартира DNAT совмещала функции тюрьмы и следственной камеры. Агенты DNAT выявляли, арестовывали и убивали заподозренных в членстве в ПКП либо причастных к коммунистической деятельности. При этом понятие «коммунизм» толковалось расширительно: на этом основании преследовались и либеральные правозащитники, и студенческие активисты, и участники крестьянских земельных бунтов.
Принципом Кампоса Алума являлось упреждающее пресечение прокоммунистической активности. Так, в 1963, по его указанию была разгромлена студенческая организация FEDRE, которая в контакте с молодёжными организациями фебреристов, МОПОКО и христианских демократов планировала организовать выступления против переизбрания Стресснера. Кампос Алум квалифицировал FEDRE как побочное ответвление ПКП и подверг жёстким репрессиям (в служебной документации DNAT для обозначения таких действий применялся термин dispersión — «рассеивание»). В ноябре 1977 Антонио Кампос Алум лично допрашивал с применением пыток правозащитника Мартина Альмаду. Впоследствии Альмада, обнаруживший «Архивы террора», характеризовал Кампоса Алума как «монстра». Жертвами похищений, арестов, пыток и убийств, совершённых агентами DNAT стали тысячи парагвайцев. Антонио Кампос Алум причисляется к ключевым фигурам государственного террора стресснеровской эпохи. Слово La Técnica — Техника, которым в просторечии обозначался DNAT, приобрело в Парагвае зловещий смысл.
Существенно, что несмотря на декларируемо антикоммунистическую заострённость репрессий, члены ПКП составляли сравнительно небольшую часть репрессированных. Значительное же большинство составляли представители «побочных ответвлений» — участники крестьянских, профсоюзных и студенческих протестов, либералы, социал-демократы, католики, диссиденты правящей партии. В то же время многие из них реально противостояли режиму с оружием в руках.
Функции DNAT не исчерпывались политическим сыском и репрессиями внутри Парагвая. Этому ведомству вменялись также внешняя разведка и контрразведка. DNAT был основной структурой участия Парагвая в континентальной антикоммунистической Операции «Кондор». Антонио Кампос Алум, наряду с Алехандро Фретесом Давалосом выполнял в системе «Кондора» функции главного парагвайского представителя. Именно в рамках «Кондора» во взаимодействии с аргентинской SIDE был произведён захват Мартина Альмады.
Особенности Антонио Кампоса Алума состояли в чрезвычайной закрытости, конфиденциальности, непубличности. В то же время, известны некоторые специфические черты, свойственные именно ему. Кампос Алум характеризовался как человек сдержанный, культурный, вежливый даже на пыточных допросах (в отличие, например, от «типичного костолома» Пастора Коронеля). Это делало образ директора DNAT особенно зловещим.

### В антикоммунистической политике
Антонио Кампос Алум был не только функционером карательных органов, но и общественно-политическим деятелем стронистского режима. Не имея склонности к публичным выступлениям, он сосредоточился на организационной деятельности. Кампос Алум возглавлял Комиссию гражданских антикоммунистических организаций (CECA) — совокупность стронистских профсоюзов, предпринимательских, крестьянских, студенческих, культурно-творческих, церковно-католических объединений. Поддерживал он контакты и с некоторыми деятелями антистресснеровской оппозиции, используя их для решения оперативных задач.
Единственная известная речь Антонио Кампоса Алума была произнесена на XII конференции Всемирной антикоммунистической лиги (ВАКЛ) в апреле 1979. Конференция ВАКЛ проходила в Асунсьоне, председательствовал идеолог стронизма Хуан Мануэль Фрутос. В своём выступлении Антонио Кампос Алум призвал создать в Латинской Америке «альянс националистических правительств, перед которым станут бессильны происки картерокоммунизма». В этом отразилась крайне негативное отношение стронистов к американской администрации Джимми Картера.
Антонио Кампос Алум являлся также вице-президентом регионального подразделения ВАКЛ — Латиноамериканской антикоммунистической конфедерации. Он участвовал в организации координационных встреч с представителями мексиканских Текос, аргентинского AAA, бразильского AAB, гватемальской Белой руки, сальвадорского ОРДЕНа, колумбийских антикоммунистов, правящих режимов Пиночета (Чили), Бансера (Боливия), Бордаберри (Уругвай), кубинской антикастровской эмиграции. Это направление политической деятельности Кампоса Алума тесно переплеталось с оперативными мероприятиями «Кондора».

## Старая должность в новых условиях
3 февраля 1989 диктатор Альфредо Стресснер был свергнут военным переворотом генерала Андреса Родригеса. Ряд функционеров карательных органов, в том числе Сабино Монтонаро и Пастор Коронель, были привлечены к судебной ответственности. Однако Антонио Кампоса Алума это не коснулось.
Более того, новый президент Родригес оставил Кампоса Алума на посту директора DNAT. Он продолжал службу, несмотря на демократизацию политической системы Парагвая прекращение прежних политических репрессий. Из этого делались выводы о нужде новых властей в квалифицированных кадрах стронистского происхождения и о сохранении стронистской государственно-политической традиции.
DNAT был упразднён только 23 декабря 1992 после открытия Мартином Альмадой «Архивов террора» и деятельности сенатской комиссии под руководством Кармен Каско де Лары Кастро. Антонио Кампос Алум удалился от дел.

## После отставки
Несколько лет Антонио Кампос Алум прожил в Бразилии, где имел много связей по линии «Кондора». Сохранял отношения с ВАКЛ, контактировал с Сан Муном. Оставался президентом специфической организации Всемирное братство духовно избранных.
Вернувшись в Парагвай, Алум замкнуто жил в городе Фернандо-де-ла-Мора (департамент Сентраль) у неизвестных общественности друзей. Левая и правозащитная общественность добивалась суда над Кампосом Алумом. Особенно упорно настаивал на этом Мартин Альмада. Главным же его оппонентом выступал комиссар полиции Роландо Агустин Алум — племянник Антонио Кампоса Алума, своё время служивший в DNAT под началом дяди. В итоге попытки привлечь Кампоса Алума к уголовной ответственности не дали никаких результатов.
Скончался Антонио Кампос Алум в возрасте 92 лет.